# Wochenendhaus
Unter einem Wochenendhaus versteht man ein Haus, ein Häuschen oder eine Hütte in ländlicher Lage, um dort das Wochenende oder Urlaube zu verbringen. Manche Wochenendhäuser stehen an besonders schönen Plätzen, zum Beispiel in Hanglage mit schöner Aussicht (Panoramablick, Seeblick, Meerblick, Bergblick), mit See- oder Meergrundstück, an einem Wasserlauf, in einem Naherholungsgebiet oder in einem touristisch bevorzugten Gebiet.

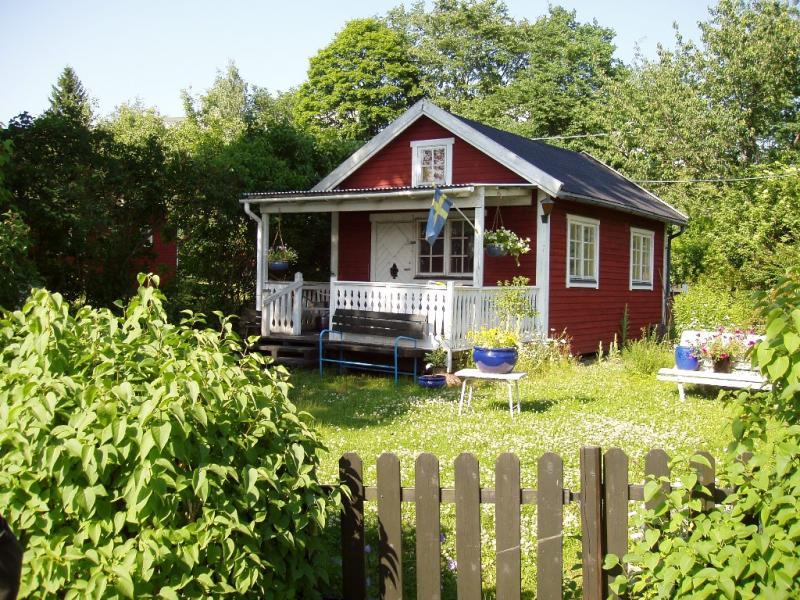
Stuga in Schweden

## Charakteristik
In dünn besiedelten Gegenden (z. B. in den skandinavischen Ländern) ist es üblich, dass Wochenendhäuser in Alleinlage stehen. Am Rande dichter besiedelter Gegenden findet man dagegen häufig Siedlungen von Wochenendhäusern. Manchmal haben diese Siedlungen im Laufe der Zeit ihren Charakter gewandelt, wenn viele Bewohner ganz dorthin zogen (z. B. Venekotensee, Hariksee).
Man erbaut ganze Siedlungen dieser Refugien in den mittelbaren Rückzugsgebieten großer urbaner Ballungsgebiete. Vom Gartenhäuschen des Schrebergärtners unterscheiden sich Wochenendhäuser in erster Linie durch ihre Größe. Sie haben fast immer feste Sanitäranlagen modernen Standards, Gas- und Elektroanschluss sowie eine komplette Küche.

## Baurecht
„Das Bundesverwaltungsgericht sagt, dass ein Wochenendhausgebiet, dem Begriff der Erholung entsprechend, auf das zeitweilige Freizeitwohnen ausgerichtet ist. Es können daher nicht beliebige Nutzungsarten zugelassen werden, sondern nur solche, die innerhalb des allgemeinen Zweckes liegen, der Erholung zu dienen.“ Durch ihre Lage abseits eigentlicher Siedlungen sind Wochenendhäuser besonderen Beschränkungen im Baurecht unterworfen. In der Vergangenheit wurden oftmals Häuser dieser Art errichtet, ohne dass eine Genehmigung eingeholt wurde. Insbesondere in landschaftlich sensiblen Bereich kann aber auch nach Jahrzehnten der Abbruch verlangt werden. Auch ist zu beachten, dass Wochenendhäuser meist nicht als Hauptwohnsitz genutzt werden dürfen, was ebenfalls zu Konflikten führen kann, wenn im Laufe der Zeit, womöglich mit Erweiterungen und Ausbau, ein ehemaliges Wochenendhaus als normales Einfamilienhaus genutzt wird.

## Beispiele
Typische Wochenendhausgebiete findet man in Europa in Skandinavien: Stugas in der Nähe von Stockholm im Schärengebiet, am Mälarsee oder Hytten in der Umgebung von Oslo, wobei gerade in diesen beiden Ländern häufig geerbte Häuser und Hütten, die früher ganzjährig bewohnt wurden, dazu umfunktioniert werden. In Finnland existieren sehr einfach gebaute Mökkis mit Saunas. Ein typisches Gebiet in den USA ist Vermont, in dem viele vermögende Einwohner der benachbarten Staaten New York und New Jersey Wochenendhäuser nutzen. In Zeiten der DDR – und darüber hinaus – existierte mit der so genannten Datsche ebenfalls ein charakteristischer Archetyp des Wochenendhauses; der Begriff wurde vom russischen Datscha entlehnt. Auch in Tschechien haben viele Stadtbewohner eine Chata ‚Hütte‘ oder Chalupa ‚Bauernhaus‘ auf dem Lande. In Polen erfreuen sich, insbesondere bei wohlhabenden Einwohnern Warschaus, Ferienhäuser in Masuren wachsender Beliebtheit.

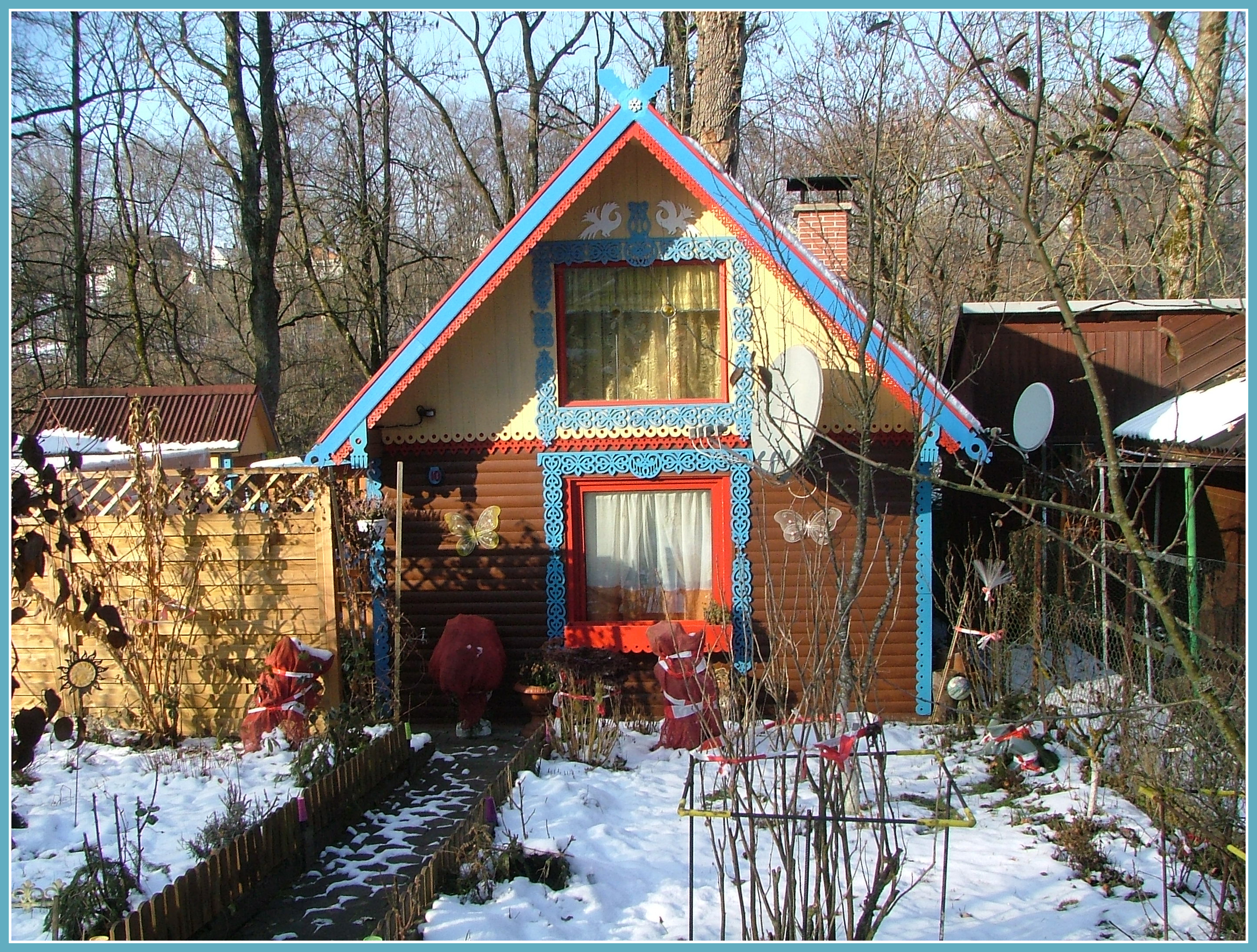
Kleingärten haben oft zum Wochenendhaus ausgebaute Lauben.